# Schweizer Meisterschaften im Biathlon 2015
Die Schweizer Meisterschaften im Biathlon 2015 fanden am 28. und 29. März 2015 in der Biathlon Arena Lenzerheide in Lantsch/Lenz statt. Sowohl für Männer als auch für Frauen wurden Wettkämpfe im Sprint und im Massenstart ausgetragen. Die Titelkämpfe bildeten zusammen mit dem Finale des Leonteq Biathlon Cups den Saisonabschluss.

## Männer

### Sprint 10 km
| \| Platz \| Starter \| Verein \| Zeit \| Schießfehler \| \| ----- \| ---------------- \| ------------------- \| ------- \| ------------ \| \| 1 \| Gaspard Cuenot \| SC La Brévine \| 23:38,3 \| 0+2 \| \| 2 \| Serafin Wiestner \| SC Gardes-Frontière \| 24:06,0 \| 2+2 \| \| 3 \| Martin Jäger \| SC Gardes-Frontière \| 24:07,0 \| 0+3 \| | Datum: 28. März 2015 |                     |         |              |
| Platz | Starter              | Verein              | Zeit    | Schießfehler |
| 1 | Gaspard Cuenot       | SC La Brévine       | 23:38,3 | 0+2          |
| 2 | Serafin Wiestner     | SC Gardes-Frontière | 24:06,0 | 2+2          |
| 3 | Martin Jäger         | SC Gardes-Frontière | 24:07,0 | 0+3          |

#### Junioren (1994/1995)
| Platz | Starter          | Verein            | Zeit    | Schießfehler |
| ----- | ---------------- | ----------------- | ------- | ------------ |
| 1     | Jules Cuenot     | SC La Brévine     | 25:33,6 | 0+2          |
| 2     | Severin Dietrich | SC Sarsura Zernez | 26:03,1 | 2+1          |
| 3     | Lino Föhn        | SC Ibach          | 26:07,2 | 1+1          |

#### Jugend (1996 und jünger)
| Platz | Starter           | Verein            | Zeit    | Schießfehler |
| ----- | ----------------- | ----------------- | ------- | ------------ |
| 1     | Joscha Burkhalter | SC Zweisimmen     | 19:27,3 | 0+0          |
| 2     | Sebastian Stalder | SC am Bachtel     | 20:30,9 | 1+1          |
| 3     | Nico Salutt       | SC Sarsura Zernez | 20:54,4 | 1+1          |

### Massenstart 15 km
| \| Platz \| Starter \| Verein \| Zeit \| Schießfehler \| \| ----- \| -------------- \| ------------- \| ------- \| ------------ \| \| 1 \| Gaspard Cuenot \| SC La Brévine \| 36:57,9 \| 1+0+1+2 \| \| 2 \| Benjamin Weger \| SC Obergoms \| 37:32,1 \| 0+0+4+2 \| \| 3 \| Jeremy Finello \| SC Obergoms \| 37:55,3 \| 0+1+1+1 \| | Datum: 29. März 2015 |               |         |              |
| Platz | Starter              | Verein        | Zeit    | Schießfehler |
| 1 | Gaspard Cuenot       | SC La Brévine | 36:57,9 | 1+0+1+2      |
| 2 | Benjamin Weger       | SC Obergoms   | 37:32,1 | 0+0+4+2      |
| 3 | Jeremy Finello       | SC Obergoms   | 37:55,3 | 0+1+1+1      |

#### Junioren (1994/1995)
| Platz | Starter          | Verein            | Zeit    | Schießfehler |
| ----- | ---------------- | ----------------- | ------- | ------------ |
| 1     | Severin Dietrich | SC Sarsura Zernez | 36:14,8 | 1+1+1+1      |
| 2     | Lino Föhn        | SC Ibach          | 36:28,1 | 0+1+1+1      |
| 3     | Jules Cuenot     | SC La Brévine     | 36:32,2 | 1+0+1+2      |

#### Jugend (1996 und jünger)
| Platz | Starter           | Verein          | Zeit    | Schießfehler |
| ----- | ----------------- | --------------- | ------- | ------------ |
| 1     | Gian-Fadri Jäger  | SC Bual Lantsch | 30:15,8 | 2+1+1+2      |
| 2     | Joscha Burkhalter | SC Zweisimmen   | 30:28,2 | 1+2+2+3      |
| 3     | Yannik Kreuzer    | SC Obergoms     | 30:28,6 | 1+1+3+2      |

## Frauen

### Sprint 7,5 km
| \| Platz \| Starter \| Verein \| Zeit \| Schießfehler \| \| ----- \| --------------- \| ------------------- \| ------- \| ------------ \| \| 1 \| Elisa Gasparin \| SC Gardes-Frontière \| 21:12,0 \| 1+1 \| \| 2 \| Irene Cadurisch \| SC Gardes-Frontière \| 21:27,4 \| 1+2 \| \| 3 \| Flurina Volken \| SC Obergoms \| 21:36,3 \| 0+1 \| | Datum: 28. März 2015 |                     |         |              |
| Platz | Starter              | Verein              | Zeit    | Schießfehler |
| 1 | Elisa Gasparin       | SC Gardes-Frontière | 21:12,0 | 1+1          |
| 2 | Irene Cadurisch      | SC Gardes-Frontière | 21:27,4 | 1+2          |
| 3 | Flurina Volken       | SC Obergoms         | 21:36,3 | 0+1          |

#### Juniorinnen (1994/1995)
| Platz | Starter         | Verein              | Zeit    | Schießfehler |
| ----- | --------------- | ------------------- | ------- | ------------ |
| 1     | Aita Gasparin   | SC Gardes-Frontière | 21:22,6 | 1+0          |
| 2     | Lena Häcki      | Nordic Engelberg    | 23:22,2 | 4+2          |
| 3     | Sabine di Lallo | SC Obergoms         | 23:48,7 | 0+2          |

#### Jugend (1996 und jünger)
| Platz | Starter        | Verein            | Zeit    | Schießfehler |
| ----- | -------------- | ----------------- | ------- | ------------ |
| 1     | Elisa Perini   | SAS Genève        | 21:11,7 | 2+0          |
| 2     | Laura Caduff   | SC Sarsura Zernez | 21:41,1 | 2+2          |
| 3     | Annatina Bieri | SSC Riehen        | 21:49,8 | 2+2          |

### Massenstart 12,5 km
| \| Platz \| Starter \| Verein \| Zeit \| Schießfehler \| \| ----- \| --------------- \| ------------------- \| ------- \| ------------ \| \| 1 \| Elisa Gasparin \| SC Gardes-Frontière \| 37:16,7 \| 1+0+0+0 \| \| 2 \| Irene Cadurisch \| SC Gardes-Frontière \| 38:29,2 \| 0+2+0+2 \| \| 3 \| Susanna Meinen \| SC Zweisimmen \| 39:45,8 \| 1+2+1+1 \| | Datum: 29. März 2015 |                     |         |              |
| Platz | Starter              | Verein              | Zeit    | Schießfehler |
| 1 | Elisa Gasparin       | SC Gardes-Frontière | 37:16,7 | 1+0+0+0      |
| 2 | Irene Cadurisch      | SC Gardes-Frontière | 38:29,2 | 0+2+0+2      |
| 3 | Susanna Meinen       | SC Zweisimmen       | 39:45,8 | 1+2+1+1      |

#### Juniorinnen (1994/1995)
| Platz | Starter         | Verein              | Zeit    | Schießfehler |
| ----- | --------------- | ------------------- | ------- | ------------ |
| 1     | Aita Gasparin   | SC Gardes-Frontière | 30:38,4 | 0+0+2+1      |
| 2     | Lena Häcki      | Nordic Engelberg    | 31:17,5 | 1+0+3+0      |
| 3     | Sabine di Lallo | SC Obergoms         | 31:31,8 | 0+0+0+0      |

#### Jugend (1996 und jünger)
| Platz | Starter        | Verein           | Zeit    | Schießfehler |
| ----- | -------------- | ---------------- | ------- | ------------ |
| 1     | Annatina Bieri | SSC Riehen       | 29:12,0 | 3+0+1+0      |
| 2     | Elisa Perini   | SAS Genève       | 29:51,8 | 1+1+1+1      |
| 3     | Anja Fischer   | Nordic Engelberg | 30:43,9 | 1+1+2+1      |